# Eugène Pittard
Eugène Pittard (Plainpalais, 5 giugno 1867 – Morigny-Champigny, 11 maggio 1962) è stato un antropologo svizzero.
Dall'età di dodici anni, Eugène Pittard possedeva una collezione di oggetti eterogenei: ciottoli dalla forma strana, fossili, conchiglie, le scienze naturali lo attraggono, è quindi alla Facoltà di Scienze che si iscriverà come studente..
Nel 1899 ottenne il titolo di dottore in scienze presso l'Università di Ginevra presentando la prima tesi di antropologia della sua Alma mater: Ricerche di anatomia comparata su varie serie di teschi antichi della valle del Rodano (Vallese). Affascinato dall'antropologia, vi dedicò gran parte della sua vita. Due importanti indagini antropologiche, una sui teschi della valle del Rodano, l'altra, sui viventi, nella penisola balcanica, lo hanno portato a pubblicare numerose memorie su diverse riviste specializzate e poi due opere maggiori: Crania Helvetica e poi La gente dei Balcani. Queste memorie avranno un successo clamoroso perché la scienza antropologica è agli inizi e attraverso il suo lavoro Pittard ha aperto nuovi orizzonti e fatto luce sui problemi razziologici.
Nel 1900 sposò Hélène Dufour.
Molto rapidamente ha acquisito fama internazionale. Henri Berr, direttore della Biblioteca di Sintesi Storica, gli ha chiesto di scrivere un'introduzione etnologica alla storia per la serie “L'evoluzione dell'umanità”. Così vide la luce nel 1924 la sua opera di sintesi “Razze e Storia”, tradotta in diverse lingue. In quest'opera, Eugène Pittard è stato uno dei primi a invalidare scientificamente la nozione di razza umana. L'Università di Cape Town gli chiese di studiare il materiale osteologico dei boscimani in suo possesso e gli inviò a Ginevra numerose scatole contenenti gli scheletri di circa duecento Boscimani. Questo materiale, ritornato a Città del Capo nel 1939, ha dato origine a numerose pubblicazioni.
Nel 1905, Pittard scoprì il sito preistorico di Festons vicino a Brantôme in Dordogna all'interno di una valle disabitata. Menziona così per la prima volta l'incisione aurignaziana e l'uso dell'osso come strumenti nell'era musteriana. Scopre un insediamento la cui età è compresa tra il Mousteriano e l'Aurignaziano. Ha effettuato scavi anche in Albania dove ha scoperto un sito Neolitico vicino al Lago Presba e, successivamente, in Turchia dove ha scoperto un insediamento Paleolitica ad Adi-Yaman, vicino Malazia.
Tutte le sue memorie gli valsero molteplici riconoscimenti: fu nominato membro corrispondente o membro onorario di numerose società scientifiche a Parigi, Lione, Stoccolma, Monaco di Baviera, Roma, Bruxelles, Firenze, Lisbona, Berlino, Londra, Basilea, Losanna, Friburgo, Neuchâtel, ecc.
Riconosciuto il suo valore internazionale, fu designato presidente del XIV° Congresso Internazionale di Antropologia e Archeologia Preistorica che tenne le sue riunioni a Ginevra nel 1912. Ha già ricevuto e continuerà a ricevere premi e medaglie. 
Nel 1901 creò il Museo etnografico di Ginevra, nel 1912 l'Istituto Svizzero di Antropologia, nel 1914 una rivista scientifica, L'Archivio Svizzero di Antropologia Generale, in 1916, ottiene la cattedra di Antropologia e Preistoria all'Università. Più tardi, nel 1949, fondò la Società Svizzera degli Americanisti.
Accanto all'attività scientifica, svolse un'attività sociale. Per molti anni si è occupato della Cassa Sovvenzioni agli Studenti. Nel 1924, su delega della Società delle Nazioni, andò a fornire grano al popolo albanese e fondò il Movimento Internazionale della Croce Rossa e della Mezzaluna Rossa albanese. Durante i suoi soggiorni in Romania studiò la setta degli Scoptes sulla quale scrisse La castrazione nell'uomo e le modificazioni morfologiche che essa comporta. È sempre con questo stesso spirito che nel 1932 pubblica un libro su queste popolazioni oppresse: Zingari o Boemi. Il problema del cancro lo tormentava molto: nel 1926 pubblicò con Niceforo le Considerazioni sui presunti rapporti tra cancro e razza.